# قطعنامه ۱۱۲ شورای امنیت
قطعنامه ۱۱۲ شورای امنیت سازمان ملل متحد که در تاریخ ۰۶ فوریه ۱۹۵۶ تصویب شد، سندی بین‌المللی دربارهٔ پذیرش اعضای جدید سازمان ملل متحد: سودان است. این قطعنامه طی نشست ۷۱۶ام با ۱۱ موافق، ۰ مخالف و ۰ ممتنع تصویب شد.